# Unicodeblock CJK-Kompatibilitätsformen
Der Unicodeblock CJK-Kompatibilitätsformen (engl. CJK Compatibility Forms, U+FE30 bis U+FE4F) enthält überwiegend Präsentationsformen, die in vertikalem Text genutzt werden.

## Tabelle
Alle Zeichen haben die bidirektionale Klasse „Anderes neutrales Zeichen“.
| Unicodenummer  | Zeichen (400 %) | Kategorie                             | Offizielle Bezeichnung                                        | Beschreibung                                                    |
| -------------- | --------------- | ------------------------------------- | ------------------------------------------------------------- | --------------------------------------------------------------- |
| U+FE30 (65072) | ︰              | andere Interpunktion                  | PRESENTATION FORM FOR VERTICAL TWO DOT LEADER                 | Präsentationsform für vertikale Doppel-Punktlinie               |
| U+FE31 (65073) | ︱              | strichförmige Interpunktion           | PRESENTATION FORM FOR VERTICAL EM DASH                        | Präsentationsform für vertikalen Geviertstrich                  |
| U+FE32 (65074) | ︲              | strichförmige Interpunktion           | PRESENTATION FORM FOR VERTICAL EN DASH                        | Präsentationsform für vertikalen Halbgeviertstrich              |
| U+FE33 (65075) | ︳              | verbindende Interpunktion             | PRESENTATION FORM FOR VERTICAL LOW LINE                       | Präsentationsform für vertikalen Unterstrich                    |
| U+FE34 (65076) | ︴              | verbindende Interpunktion             | PRESENTATION FORM FOR VERTICAL WAVY LOW LINE                  | Präsentationsform für vertikalen welligen Unterstrich           |
| U+FE35 (65077) | ︵              | öffnende Punktierung (eines Paars)    | PRESENTATION FORM FOR VERTICAL LEFT PARENTHESIS               | Präsentationsform für vertikale linke Klammer                   |
| U+FE36 (65078) | ︶              | schließende Punktierung (eines Paars) | PRESENTATION FORM FOR VERTICAL RIGHT PARENTHESIS              | Präsentationsform für vertikale rechte Klammer                  |
| U+FE37 (65079) | ︷              | öffnende Punktierung (eines Paars)    | PRESENTATION FORM FOR VERTICAL LEFT CURLY BRACKET             | Präsentationsform für vertikale linke geschweifte Klammer       |
| U+FE38 (65080) | ︸              | schließende Punktierung (eines Paars) | PRESENTATION FORM FOR VERTICAL RIGHT CURLY BRACKET            | Präsentationsform für vertikale rechte geschweifte Klammer      |
| U+FE39 (65081) | ︹              | öffnende Punktierung (eines Paars)    | PRESENTATION FORM FOR VERTICAL LEFT TORTOISE SHELL BRACKET    | Präsentationsform für vertikale linke stumpfe Klammer           |
| U+FE3A (65082) | ︺              | schließende Punktierung (eines Paars) | PRESENTATION FORM FOR VERTICAL RIGHT TORTOISE SHELL BRACKET   | Präsentationsform für vertikale rechte stumpfe Klammer          |
| U+FE3B (65083) | ︻              | öffnende Punktierung (eines Paars)    | PRESENTATION FORM FOR VERTICAL LEFT BLACK LENTICULAR BRACKET  | Präsentationsform für vertikale linke schwarze konkave Klammer  |
| U+FE3C (65084) | ︼              | schließende Punktierung (eines Paars) | PRESENTATION FORM FOR VERTICAL RIGHT BLACK LENTICULAR BRACKET | Präsentationsform für vertikale rechte schwarze konkave Klammer |
| U+FE3D (65085) | ︽              | öffnende Punktierung (eines Paars)    | PRESENTATION FORM FOR VERTICAL LEFT DOUBLE ANGLE BRACKET      | Präsentationsform für vertikale linke doppelte spitze Klammer   |
| U+FE3E (65086) | ︾              | schließende Punktierung (eines Paars) | PRESENTATION FORM FOR VERTICAL RIGHT DOUBLE ANGLE BRACKET     | Präsentationsform für vertikale rechte doppelte spitze Klammer  |
| U+FE3F (65087) | ︿              | öffnende Punktierung (eines Paars)    | PRESENTATION FORM FOR VERTICAL LEFT ANGLE BRACKET             | Präsentationsform für vertikale linke spitze Klammer            |
| U+FE40 (65088) | ﹀              | schließende Punktierung (eines Paars) | PRESENTATION FORM FOR VERTICAL RIGHT ANGLE BRACKET            | Präsentationsform für vertikale rechte spitze Klammer           |
| U+FE41 (65089) | ﹁              | öffnende Punktierung (eines Paars)    | PRESENTATION FORM FOR VERTICAL LEFT CORNER BRACKET            | Präsentationsform für vertikale linke Eckklammer                |
| U+FE42 (65090) | ﹂              | schließende Punktierung (eines Paars) | PRESENTATION FORM FOR VERTICAL RIGHT CORNER BRACKET           | Präsentationsform für vertikale rechte Eckklammer               |
| U+FE43 (65091) | ﹃              | öffnende Punktierung (eines Paars)    | PRESENTATION FORM FOR VERTICAL LEFT WHITE CORNER BRACKET      | Präsentationsform für vertikale linke weiße Eckklammer          |
| U+FE44 (65092) | ﹄              | schließende Punktierung (eines Paars) | PRESENTATION FORM FOR VERTICAL RIGHT WHITE CORNER BRACKET     | Präsentationsform für vertikale rechte weiße Eckklammer         |
| U+FE45 (65093) | ﹅              | andere Interpunktion                  | SESAME DOT                                                    | Sesampunkt                                                      |
| U+FE46 (65094) | ﹆              | andere Interpunktion                  | WHITE SESAME DOT                                              | Weißer Sesampunkt                                               |
| U+FE47 (65095) | ﹇              | öffnende Punktierung (eines Paars)    | PRESENTATION FORM FOR VERTICAL LEFT SQUARE BRACKET            | Präsentationsform für vertikale linke eckige Klammer            |
| U+FE48 (65096) | ﹈              | schließende Punktierung (eines Paars) | PRESENTATION FORM FOR VERTICAL RIGHT SQUARE BRACKET           | Präsentationsform für vertikale rechte eckige Klammer           |
| U+FE49 (65097) | ﹉              | andere Interpunktion                  | DASHED OVERLINE                                               | Gestrichelter Überstrich                                        |
| U+FE4A (65098) | ﹊              | andere Interpunktion                  | CENTRELINE OVERLINE                                           | Abwechselnd kurz und lang gestrichelter Überstrich              |
| U+FE4B (65099) | ﹋              | andere Interpunktion                  | WAVY OVERLINE                                                 | Welliger Überstrich                                             |
| U+FE4C (65100) | ﹌              | andere Interpunktion                  | DOUBLE WAVY OVERLINE                                          | Doppelter welliger Überstrich                                   |
| U+FE4D (65101) | ﹍              | verbindende Interpunktion             | DASHED LOW LINE                                               | Gestrichelter Unterstrich                                       |
| U+FE4E (65102) | ﹎              | verbindende Interpunktion             | CENTRELINE LOW LINE                                           | Abwechselnd kurz und lang gestrichelter Unterstrich             |
| U+FE4F (65103) | ﹏              | verbindende Interpunktion             | WAVY LOW LINE                                                 | Welliger Unterstrich                                            |